# 渡航輝
渡 航輝（わたり こうき、1981年8月8日 - ）は、日本のモデル、俳優である。
宮城県出身。太田プロダクション所属。身長178cm、体重64kg、B92 W72 H88。

## 来歴・人物・略歴
- 太田プロダクション主催“ワークショップオーディション”で合格し、俳優部に所属。（5期）
- 特技は、方言・ものまね・ニオイの嗅ぎわけ（においフェチ）・数学。
- 趣味は、ラーメン屋巡り・食べ歩き。早起き・二度寝。意味調べなど。
- 演劇企画ユニットラブロブスターの主宰を務めていたが、2009年7月公演を期に団体名をInfiniteに改めたことを発表した。キャスティング、デザイン、DVD販売やグッズ展開など活動は多岐にわたる。
- 高校時代に全国模試で数学1位（250080人中）をとったことがある。（※進研模試：満点/偏差値77.7）　2009年12月29日『たけしのコマ大数学科』SPにも出演、現役東大生とのペアで2位に入る。
- 後述の『bambino』『Rainbow Boys』『僕らの愛の奏で』と、BL作品に出演する機会が非常に多い。
- 思いついたことを何でも書き残すメモ魔らしい。法政大学出身（bambino特典映像より）。
- 事務所の先輩である彦摩呂を師と崇め、『もらえるテレビ!』の放送中も“目標は彦摩呂さん”とテロップ紹介されるなど、自身のブログにも頻繁に登場している。

## 出演

### 舞台
- 次郎長外伝血煙閻魔堂（2005年1月、浅草公会堂）
- bambino（2006年3-4月、シアターサンモール）
- タンゴ・冬の終わりに（2006年11月、Bunkamuraシアターコクーン）
- bambino+（2006年12月、シアターアプル）
- bambino.2（2007年5-6月、東京芸術劇場・中ホール　メルパルク大阪　名鉄ホール ほか）
- bambino+in YOKOHAMA（2007年12月、横浜BLITZ）
- bambino.0（2008年5月、シアターアプル）
- bambino+in APPLE（2008年9月、シアターアプル）
- 破戒（2009年4月、シアターブラッツ）
- 今勧進帳（2009年5-6月、サンモールスタジオ）
- おはようおじさん（2009年7月、エコー劇場）
- bambino.3&+（2009年8-9月、シアターサンモール　新神戸オリエンタル劇場）
- 闇の向こう側（2009年12月、ザ・ポケット）
- 金色のコルダ ステラ・ミュージカル 夏公演（2010年7-8月、ル テアトル銀座、新神戸オリエンタル劇場） - 間山流次 役

### テレビ
- TVチャンピオン・名探偵王決定戦（2005年、テレビ東京）
- 所さん&おすぎの偉大なるトホホ人物伝（2006年、テレビ東京）
- 恋のから騒ぎ ドラマスペシャルIII（2006年、日本テレビ）
- クイズモンスター（2007年、NHK）
- 大好き!五つ子Go3!!（2007年、TBS）
- 7人の女弁護士（2008年、テレビ朝日）
- LEADER'S HOW TO BOOK ジョーシマサイト（2008年、テレビ朝日）
- 打撃天使ルリ（2008年、テレビ朝日）
- 恋空（2008年、TBS）
- cafe吉祥寺で（2008年、テレビ東京）
- サギ師リリ子（2009年、テレビ東京）
- RESCUE〜特別高度救助隊（2009年、TBS）
- もらえるテレビ!（2009年10月-、テレビ朝日）-も組リポーター
- たけしのコマ大数学科SP「恋する数学!ベストカップル決定戦!」（2009年12月29日、フジテレビ）

### 映画
- The かぼちゃワイン Another（2007年）石川均監督
- Rainbow Boys（2008年）小西梓美監督
- 僕らの愛の奏で（2008年、クロックワークス）草野陽花監督
- 252 生存者あり(2008年、ワーナー・ブラザース）水田伸生監督

### 携帯ドラマ
- 恋する血液型（2008年）
- 恋空（2008年）
- Re:涙雨（2008年）

### ラジオ
- KOJIROの伝説の館（2006年2月、FMぱるるん）
- *pnish*のパニックスタジオ（2006年4月、レインボータウンFM）
- *pnish*のパニックスタジオ（2006年8月、レインボータウンFM）
- *pnish*のパニックスタジオ（2008年1月、レインボータウンFM）

### DVD
- bambino関連
  - bambino（2006年7月）
  - bambino+（2007年4月）
  - bambino.2（2007年9月）
  - bambino+ in YOKOHAMA（2008年4月）
  - bambino.0（2009年4月）
  - bambino+in APPLE
  - bambino.3&+
- 人の不幸はパフェの味（2006年8月）
- The かぼちゃワイン Another（2007年10月）
- Rainbow Boys（2008年2月）
- 僕らの愛の奏で（2008年3月）

### 雑誌
- TOKYO1週間
- TOP STAGE
- LOOK AT STAR!
- KOIMEN